# هيلين غوغار
هيلين غوغار (بالإنجليزية: Helen M. Gougar)‏ (18 يوليو 1843- 6 يونيو 1907)، هي محامية وداعية إلى الاعتدال وحقوق المرأة وصحافية أقامت في لافاييت في ولاية إنديانا. قُبلَت في مقاطعة تيبكانوي في إنديانا عام 1895 لتقديم قضية الاختبار، وكانت من بين أولى المحاميات في المقاطعة. أصبحت في عام 1897 واحدة من أولى النساء اللاتي دافعن عن دعوى أمام المحكمة العليا في إنديانا. حصلت غوغار على شعبيتها بعد مناقشتها قضية دافعت فيها عن حقها في الاقتراع في انتخابات 1894، لتصبح بذلك متحدثة عامة تقوم بحملات انتخابية لانتخاب السياسيين الذين يشاركونها آرائهم حول حق المرأة في الاقتراع وحظر الكحول. كانت غوغار رئيسة جمعية حق المرأة في الاقتراع في إنديانا. خُصِّصَت في عام 2014 لافتة تاريخية في إنديانا لتكريم جهود غوغار وسعيها لتأمين حق المرأة في الاقتراع.

## حياتها وتعليمها
ولدت هيلين مار جاكسون في 18 يوليو عام 1943 في هيلزديل بولاية ميشيغان ونشأت في ليتشفيلد في ميشيغان ودرست في كلية هيلزدال. انتقلت إلى لافاييت في عام 1860 مع إخوانها وثلاثة أعمام. عملت هناك كمدرس في المدارس العامة، لتصبح مديرة مدرسة في عام 1863.

## الزواج والأسرة
تزوجت هيلين في عام 1863 من جون غوغار، وهو محامٍ في لافاييت؛ إذ كانت متدربة قانونية لديه.

## عملها
عملت هيلين غوغار كصحفية ومحامية وداعية للاعتراف بحق المرأة في الاقتراع. بالإضافة إلى ذلك، كانت هي وزوجها نشطين في الشؤون المدنية والاجتماعية في لافاييت. عملت كذلك في لجان العديد من المنظمات المحلية بما في ذلك جمعية الشبان المسيحيين وجمعية لافاييت الرئيسية وجمعية السيدات الخيرية والكنيسة المشيخية الثانية، لكن نشاطها في الاعتدال والاقتراع للمرأة حظي باهتمام الرأي العام في أواخر القرن التاسع عشر وأوائل القرن العشرين.

### عملها في الصحافة
عملت غوغار في سبعينات وثمانينيات القرن الماضي كصحفية؛ إذ كانت تكتب عمودًا أسبوعيًا في مجلة لافاييت كورير تعبر فيه عن آرائها الخاصة وخطبها وآراء الآخرين حول الاعتدال وحق المرأة في الاقتراع. أصبح أسلوبها الجريء في الكتابة علامتها التجارية. بدأت غوغار في عام 1881 بتحرير صحيفتها أور هيرالد -وهي صحيفة أسبوعية تدعم قضايا الاعتدال والاقتراع.

### عملها كمحامية وداعية لحقوق المرأة
بدأت غوغار حياتها العامة كمدافعة عن الاعتدال، وزعمت أنها قد انضمت إلى حركة الاقتراع النسائية بعد أن خلصت إلى أن الحصول على حقوق الاقتراع للنساء سيكون وسيلة فعالة لحل قضايا ضحايا العنف المنزلي.
بعد حضورها المؤتمر السنوي للجمعية الوطنية لحق المرأة في الاقتراع في عام 1881، عادت غوغار إلى ولاية إنديانا وبدأت العمل على إقرار التشريعات التي تسمح للنساء بالاقتراع. مثلت أمام أعضاء الجمعية العامة في إنديانا في فبراير 1881 لحثهم على دعم مشروع قانون يسمح للنساء بالاقتراع في الانتخابات الوطنية، ومع ذلك، باءت محاولتها هذه بالفشل. صدر تعديل لاحق على دستور إنديانا ليمر مشروع القانون عبر مجلس نواب ومجلس شيوخ إنديانا في عام 1881، ولكنه فشل بالمرور بنجاح عبر جلسة التشريع –وهي مرحلة أساسية قبل صدور القانون رسميًا.
قامت غوغار أيضًا بحملات لمرشحين سياسيين على المستوى الوطني في محاولة لانتخاب السياسيين الذين يؤيدون إقرار حق المرأة في الاقتراع والاعتدال. قامت في انتخابات عام 1882 في إنديانا بحملة لصالح الجمهوريين الذين دعموا حق المرأة في الاقتراع، ولكن معظمهم هزموا من قبل المعارضين الديمقراطيين. حققت غوغار نجاحًا أكبر في تأمين حقوق الاقتراع البلدية للنساء مقارنةً بأماكن أخرى. سافرت في عام 1884 إلى كنساس للمساهمة في صياغة مشروع قانون الاقتراع البلدي الذي قُدِّم للمجلس التشريعي عام 1885 ليصبح قانون ولاية عام 1887.
انتقدت غوغار مرارًا وتكرارًا بسبب آرائها الحادة حول حق المرأة في الاقتراع والاعتدال وحظر الكحوليات؛ الأمر الذي دفعها إلى اتخاذ إجراءات قانونية لحماية سمعتها في أكثر من مناسبة. في عام 1882، رفعت دعوى مدنية ضد عمدة لافاييت هنري ماندلر ووجهت إليه تهمة التشهير بعد أن أقر بإطلاقه شائعات تتهمها بالخيانة الجنسية مع دبليو ديويت والاس. دعمت هيئة المحلفين غوغار ومنحتها 5000 دولار كتعويض. شجعها النصر على مواصلة الكفاح من أجل الاعتدال وحقوق المرأة. وفي عام 1893، قاضت غوغار عضو الكونغرس في ولاية ماساتشوستس إيليا أ. مورس بتهمة التشهير.
اختبرت غوغار قوانين الاقتراع في الولاية عندما حاولت الاقتراع في مقاطعة تيبكانوي- إنديانا في انتخابات نوفمبر عام 1894. بعد رفض مجلس انتخابات المقاطعة السماح لها بالاقتراع، رفعت دعوى على المجلس. قدمت غوغار التي أصبحت واحدة من أوائل المحاميات في مقاطعة تيبكانوي أول ظهور لها كمحامية في المحكمة العليا في مقاطعة تيبكانوي في يناير عام 1895 في نفس اليوم الذي قُبِلَت فيه بنقابة المحامين في مقاطعة تيبكانوي. حكم القاضي لصالح مجلس الانتخابات، لكن غوغار استأنفت القضية لتذهببها إلى المحكمة العليا في إنديانا في إنديانابوليس.
أصبحت غوغار في 10 فبراير عام 1897 واحدة من أوائل النساء اللاتي رفعن دعوى أمام المحكمة العليا في إنديانا، وقد قدمت غوغار نفسها في قضيتها ضد تيمبرلاك. جادلت غوغار بأن الاقتراع حقًا طبيعيًا للرجال والنساء وأن التعديل الرابع عشر للدستور الأمريكي أكد لها الحق بصرف النظر عن النص الوارد في دستور إنديانا الذي اقتصار الانتخاب على الذكور الذين تتراوح أعمارهم بين واحد وعشرين عامًا وأكبر. رفضت المحكمة الاستئناف، ولكن الحجج القانونية التي قدمتها غوغارنُشِرَت في صحف إنديانا لتعرض بذلك آراءها حول الموضوع على مستوى الولاية.

## السنوات اللاحقة
بقيت غوغار ناشطة سياسيًا في حياتها اللاحقة. وقد رشحها حزب الحظر لمنصب المحامي العام في إنديانا في عام 1896، كما قادت حملات انتخابية للسياسيين الذين شاركوها وجهات نظرها بما في ذلك وليام جينينغز براين. سافرت غوغار مع زوجها إلى مناطق مختلفة، وكانت متحدثة عامة متكررة.

## الموت والإرث
توفيت غوغار بشكل غير متوقع في منزلها في لافاييت في 6 يونيو عام 1907، لتحصل المرأة على حق الاقتراع بعد أكثر من عقد على وفاتها بموجب التعديل التاسع عشر للدستور الأمريكي. 

## التكريم
خُصِّصَت لافتة تاريخية للولاية في مقاطعة تيبكانوي في إنديانا في نوفمبر عام 2014 تكريمًا لجهودها ومطالبتها بحق المرأة في الاقتراع.